# Palazzo presidenziale (Ankara)
Il Palazzo presidenziale (in turco Cumhurbaşkanlığı Külliyesi, Complesso presidenziale) è il palazzo presidenziale della Repubblica di Turchia. Il complesso si erge nel quartiere di Beştepe, Ankara.
Secondo il concetto di "Nuova Turchia" del Presidente turco Recep Tayyip Erdoğan, era stato previsto che, quando egli si sarebbe trasferito nel nuovo palazzo, la vecchia residenza presidenziale sarebbe diventata la sede del Consiglio dei Ministri turco. Questo è accaduto appena dopo le elezioni parlamentari del giugno 2015. L'inaugurazione come residenza ufficiale del presidente Erdoğan è coincisa con il Giorno della Repubblica di Turchia, il 29 ottobre 2014.
Prima di ricevere l'appellativo di Külliye, ovvero "complesso", nome tipicamente religioso, il palazzo veniva chiamato con il nome di Ak Saray ("palazzo bianco"). Siccome la costruzione del complesso è continuata nonostante fosse ostacolata dai tribunali turchi, viene talvolta riferito da alcune frange dell'opposizione come "Kaç-Ak Saray", in cui la parola kaçak in turco significa "illegale", anche come critica verso il Partito per la Giustizia e lo Sviluppo (AKP) del Presidente. Erdoğan propose di chiamarlo Cumhurbaşkanlığı Külliyesi, riferito alla moschea presente nel complesso. Questo è stato adottato come nome ufficiale a partire dal 3 luglio 2015. Il costo di costruzione dell'edificio è raddoppiato rispetto alla stima iniziale di oltre 600 milioni di dollari americani.
Il 10 luglio 2015, il Consiglio di Stato turco dichiarò che la costruzione del palazzo violava la legge e ne ordinò lo sgombero. Tuttavia, la Presidenza, citando il paragrafo 2 dell'Articolo 105 della Costituzione della Repubblica di Turchia, dichiarò che la decisione fosse ultra-vires. Il Paragrafo afferma che "nessun appello può essere espresso da nessuna autorità giuridica, inclusa la Corte Costituzionale, contro le decisioni e gli ordini firmati dal Presidente della Repubblica di sua iniziativa".

## Storia

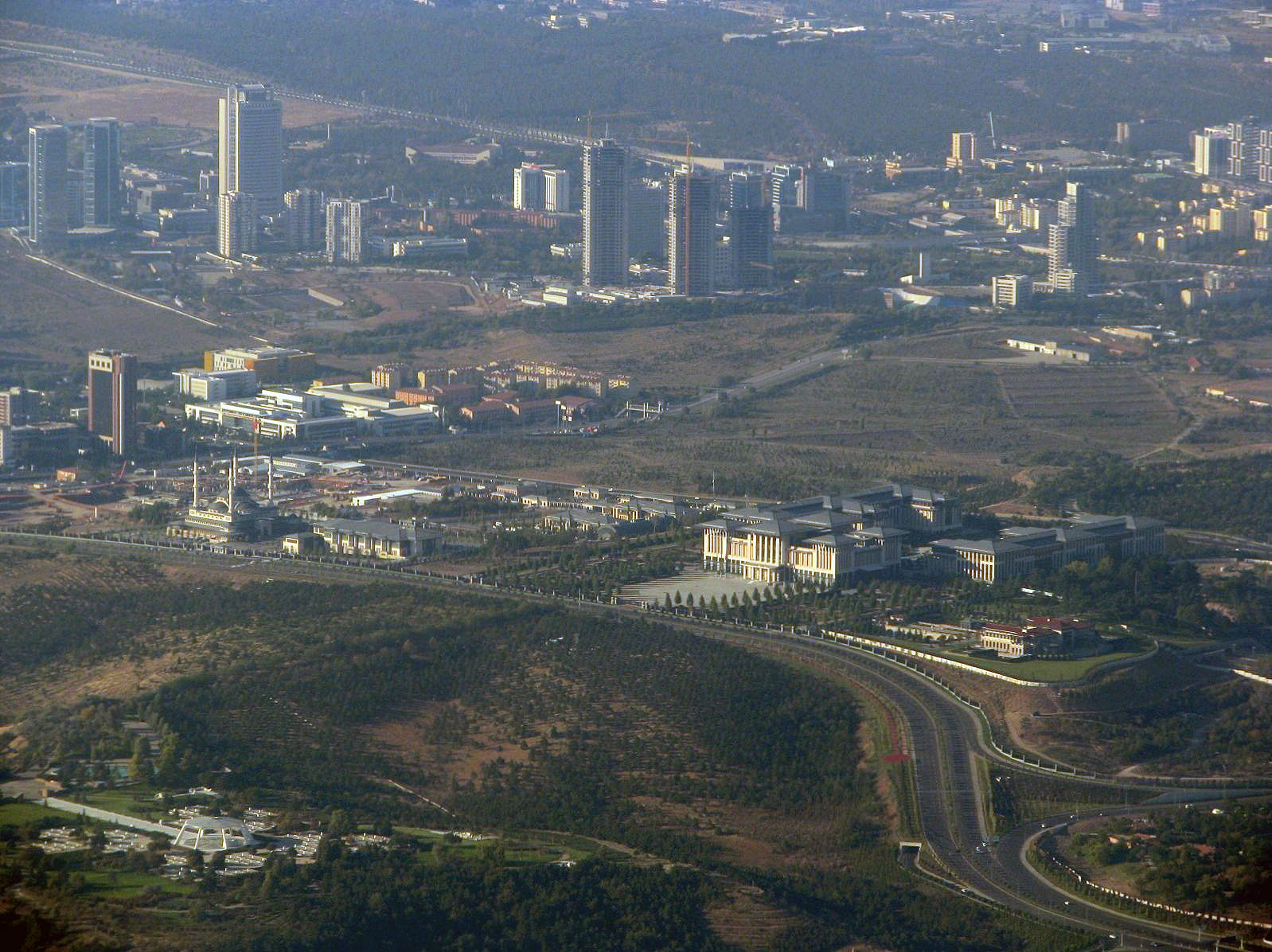
Complesso Presidenziale

Il palazzo fu inizialmente costruito per fungere come ufficio del Primo Ministro. Dopo la vittoria alle elezioni presidenziali dell'agosto 2014 da parte del Presidente uscente Erdoğan, egli annunciò il 2 settembre 2014 che l'edificio sarebbe stato usato come nuova sede della presidenza. Il palazzo venne costruito all'interno del Parco Forestale Atatürk (AOÇ), che fu istituito da Mustafa Kemal Atatürk nel 1925. Nel 1937, il presidente Atatürk, in qualità di Maresciallo, donò il parco allo stato, che nel 1992 lo dichiarò sito protetto vietando qualsiasi costruzione all'interno del territorio.
Papa Francesco fu il primo Capo di Stato ad essere ricevuto nel nuovo Palazzo Presidenziale il 28 novembre 2014, durante la sua visita in Turchia. Il primo dicembre 2014, il Presidente russo Vladimir Putin fu il secondo ospite straniero a ricevere la cerimonia di benvenuto a cospetto del nuovo edificio.
Nel 2016, il complesso fu bombardato durante il fallito colpo di Stato.

## Il complesso

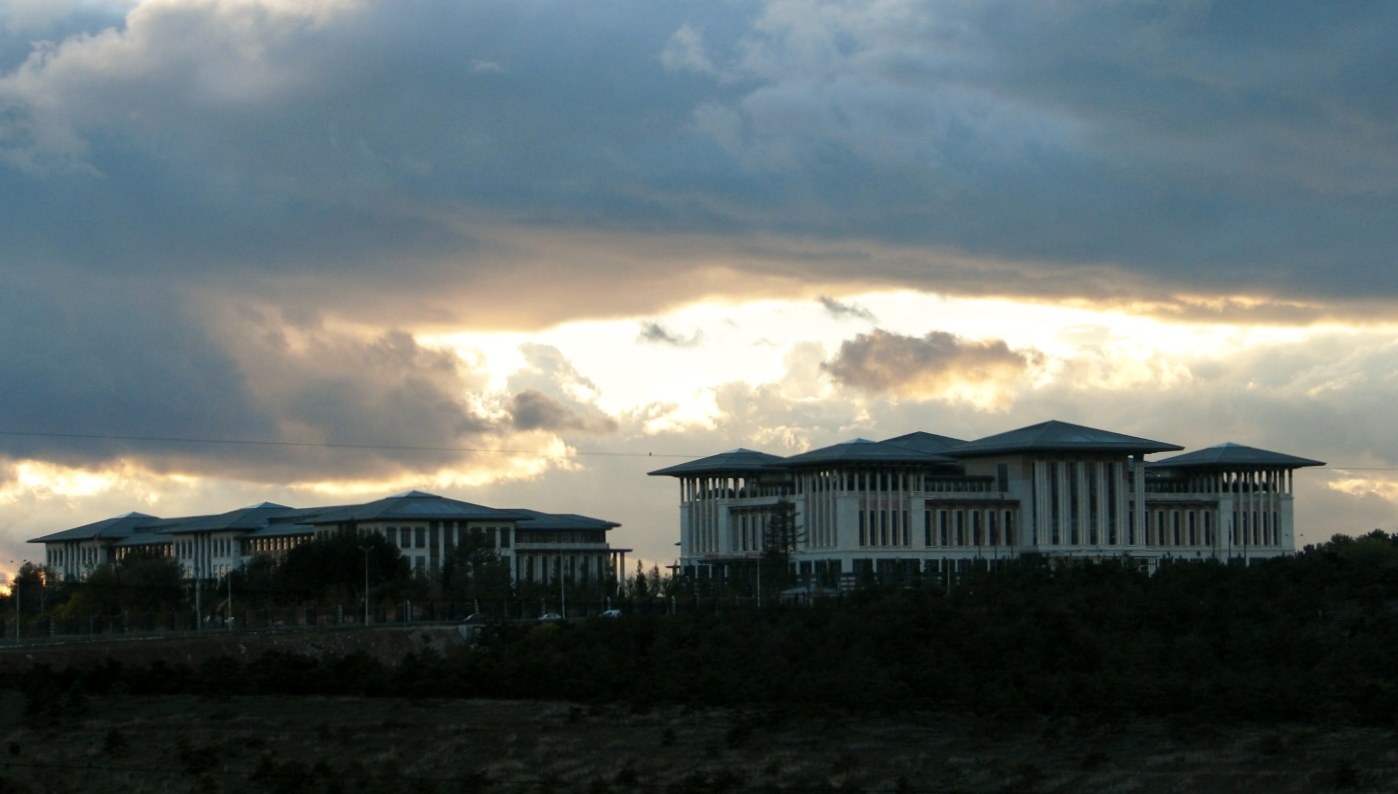
Complesso Presidenziale

Il complesso consta dell'edificio principale e di due edifici di supporto da utilizzare per riunioni con capi di Stato e dignitari in visita. Copre un'area di 300000 m². Ispirato all'architettura selgiuchide, il nuovo Palazzo Presidenziale conta almeno 1 150 camere, pensioni aggiuntive, un giardino botanico, un centro di gestione di intelligence con sistemi di comunicazioni satellitari e militari, bunker in grado di resistere all'attacco di armi biologiche, nucleari e chimiche, un parco e un centro congressi. Il complesso impiega misure di sicurezza elevate con isolamento aggiuntivo contro le intercettazioni telefoniche. La costruzione del nuovo complesso presidenziale deve ancora essere completata, compresa una nuova residenza per la famiglia del presidente con circa 250 stanze, una moschea di capacità di 4.000 persone e un centro culturale. Il palazzo presidenziale ha un laboratorio per rilevare i pericoli nucleari, biologici e chimici che possono essere usati come attacco contro il presidente. Şefik Birkiye è stato l'architetto principale del progetto.